# Модель векторной доминантности

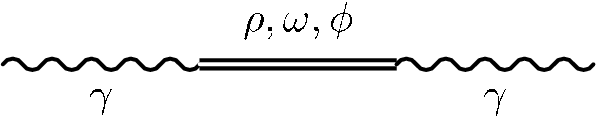
Диаграмма вклада векторных мезонов в пропагатор фотона согласно МВД

Моде́ль ве́кторной домина́нтности (МВД) — это феноменологическая модель, описывающая взаимодействие фотона с адронами. В основу этой модели положено предположение, что фотон, взаимодействуя с адронами, предварительно переходит в векторные мезоны ρ0, ω, φ и их возбуждённые состояния. Это предположение базируется на том факте, что у фотона и у векторных мезонов одинаковые квантовые числа. Поэтому переход фотона в векторный мезон не запрещён, в отличие от других мезонов.
Модель векторной доминантности широко используется в физике высоких энергий, особенно в области энергий ниже 10 ГэВ. Это обусловлено тем, что точные расчёты на основе квантовой хромодинамики в этой области энергий крайне сложны, а зачастую и просто невозможны. В свою очередь, предсказания модели векторной доминантности в этой области энергий хорошо сходятся с экспериментом.